# Lactuca triquetra
Lactuca triquetra là một loài thực vật có hoa trong họ Cúc. Loài này được (Labill.) Boiss. mô tả khoa học đầu tiên năm 1875.